# Серра-Негра
Серра-Негра (порт. Serra Negra) — муниципалитет в Бразилии, входит в штат Сан-Паулу. Составная часть мезорегиона Кампинас. Входит в экономико-статистический микрорегион Ампару. Население составляет 25 438 человек на 2006 год. Занимает площадь 203,010 км². Плотность населения — 125,3 чел./км².

## История
Город основан 21 апреля 1885 года.

## Статистика
- Валовой внутренний продукт на 2003 составляет 147.119.338,00 реалов (данные: Бразильский институт географии и статистики).
- Валовой внутренний продукт на душу населения на 2003 составляет 5.953,84 реалов (данные: Бразильский институт географии и статистики).
- Индекс развития человеческого потенциала на 2000 составляет 0,817 (данные: Программа развития ООН).

## География
Климат местности: горный тропический. В соответствии с классификацией Кёппена, климат относится к категории Cwb.